# Step Up – All In
A Step Up – All In (eredeti cím: Step Up: All In) 2014-ben bemutatott amerikai táncfilm, melyet Trish Sie rendezett és John Swetnam írt. A film a 2012-es Step Up 4. – Forradalom folytatása, valamint a Step Up-filmsorozat ötödik és egyben utolsó része. A főszerepben Ryan Guzman, Briana Evigan, Stephen Boss, Misha Gabriel, Izabella Miko, Alyson Stoner és Adam Sevani látható.
2014. augusztus 8-án mutatták be az Amerikai Egyesült Államokban (Summit Entertainment). Magyarországon a ProVideo mutatta be augusztus 21-én.
Általánosságban vegyes kritikákat kapott az értékelőktől és világszerte több, mint 86 millió dolláros bevételt gyűjtött.

## Szereplők
| Szerep                   | Színész                  | Magyar hang        |
| ------------------------ | ------------------------ | ------------------ |
| Sean Asa                 | Ryan Guzman              | Czető Roland       |
| Andrea "Andie" West      | Briana Evigan            | Szabó Zselyke      |
| Robert "Moose" Alexander | Adam Sevani              | Szalay Csongor     |
| Camille Gage             | Alyson Stoner            | Csifó Dorina       |
| Eddy                     | Misha Gabriel            | Moser Károly       |
| Alexxa Brava             | Izabella Miko            | Bogdányi Titanilla |
| Jason Hardlerson         | Stephen Boss             | Renácz Zoltán      |
| Jasper Tarik             | Stephen "Stevo" Jones    | Joó Gábor          |
| Vladd                    | Chadd "Madd Chadd" Smith | Oroszi Tamás       |
| Chad                     | David Shreibman          | Horváth Illés      |
| Gauge                    | Cyrus Spencer            | Gacsal Ádám        |
| Monster                  | Luis Rosado              | Berkes Bence       |

## Filmzene
| 1.    | Revolution                            | Diplo featuring Faustix, Imanos and Kai             | 4:23 |
| 2.    | My Homies Still                       | Lil Wayne featuring Big Sean                        | 4:06 |
| 3.    | Do It                                 | Pitbull featuring Mayer Hawthorne                   | 3:40 |
| 4.    | I Won't Let You Down (Shockbit Remix) | OK Go                                               | 2:26 |
| 5.    | Delirious (Boneless)                  | Steve Aoki, Chris Lake and Tujamo featuring Kid Ink | 3:43 |
| 6.    | How You Do That                       | B.o.B                                               | 3:08 |
| 7.    | Lapdance                              | N.E.R.D featuring Vita and Lee Harvey               | 3:30 |
| 8.    | Every Little Step                     | Bobby Brown                                         | 3:59 |
| 9.    | Rage the Night Away                   | Steve Aoki featuring Waka Flocka Flame              | 3:54 |
| 10.   | Demons                                | Zeds Dead                                           | 3:53 |
| 11.   | Hands Up (Yellow Claw Remix)          | Dirtcaps                                            | 3:20 |
| 12.   | Turn It Up                            | Celestina & Bianca Raquel                           | 3:45 |
| 13.   | Squeeze Me                            | Kraak & Smaak featuring Ben Westbeech               | 3:17 |
| 47:04 |                                       |                                                     |      |

## Médiakiadás
A film az Egyesült Államokban 2014. november 4-én jelent meg DVD-n és Blu-rayen.

## Bevételi adatok
A film a 6. helyen debütált Észak-Amerikában, 6,5 millió dollárt keresve. A film Amerikában 14 904 384 dollárt, más területeken 71 261 262 dollárt gyűjtött, világszerte összesen 86 165 646 dollárt termelt, ezzel a sorozat legkevesebb bevételt hozó filmje lett.